# Patrik Poór
Patrik Poór (sinh 15 tháng 11 năm 1993 ở Győr) là một cầu thủ bóng đá Hungary hiện tại thi đấu cho Puskás Akadémia.

## Thống kê câu lạc bộ
| Câu lạc bộ          | Mùa giải | Giải vô địch | Giải vô địch | Cúp  | Cúp | Cúp Liên đoàn | Cúp Liên đoàn | Châu Âu | Châu Âu | Tổng | Tổng |
| Câu lạc bộ          | Mùa giải | Trận         | Bàn          | Trận | Bàn | Trận          | Bàn           | Trận    | Bàn     | Trận | Bàn  |
| ------------------- | -------- | ------------ | ------------ | ---- | --- | ------------- | ------------- | ------- | ------- | ---- | ---- |
| MTK                 |          |              |              |      |     |               |               |         |         |      |      |
| 2011–12             | 1        | 0            | 0            | 0    | 0   | 0             | 0             | 0       | 1       | 0    |      |
| 2012–13             | 8        | 0            | 0            | 0    | 5   | 0             | 0             | 0       | 13      | 0    |      |
| 2013–14             | 25       | 0            | 6            | 0    | 1   | 0             | 0             | 0       | 32      | 0    |      |
| 2014–15             | 16       | 1            | 3            | 0    | 4   | 0             | 0             | 0       | 23      | 1    |      |
| Tổng                | 50       | 1            | 9            | 0    | 10  | 0             | 0             | 0       | 69      | 1    |      |
| Tổng cộng sự nghiệp |          | 50           | 1            | 9    | 0   | 10            | 0             | 0       | 0       | 69   | 1    |

Cập nhật theo các trận đấu đã diễn ra tính đến ngày 9 tháng 12 năm 2014.